# Oscar Ustari
Oscar Ustari, född den 3 juli 1986, är en argentinsk fotbollsmålvakt som spelar för Pachuca. 
Vid fotbollsturneringen under OS 2008 i Peking deltog han i det argentinska U23-laget som tog guld. 